# Barrica (pintor)
Guilherme Clidenor de Moura Capibaribe (Crato, 10 de março de 1908 — Fortaleza, 8 de abril de 1993), conhecido como Barrica, foi pintor, ceramista, restaurador e desenhista brasileiro.

## Biografia
Nascido na cidade do Crato, celeiro de outros respeitados artistas como o pintor Vicente Leite e o escultor Sérvulo Esmeraldo, o autodidata Barrica segue para Fortaleza a partir dos anos 1920. Em 1941, compõe o grupo que fundou o Centro Cultural de Belas Artes - CCBA, transformado na Sociedade Cearense de Artes Plásticas - SCAP em 1944, junto com Antonio Bandeira (1922 - 1967), Aldemir Martins (1922 - 2006), Jean-Pierre Chabloz (1910 - 1984) e Estrigas (1919), entre outros. Em 1959, mudou-se para o Rio de Janeiro, onde reside até o fim da década de 1980, período onde realizou exposições em galerias de São Paulo, Brasília, Salvador e Fortaleza, entre outras.
Barrica demonstra refinado talento com as cores, instrumento a acentuar a perspectiva e a riqueza nas suas obras impressionistas. O amarelo-ouro tornou-se uma de suas marcas registradas nos cenários de casarios com as silhuetas das pessoas caminhando de costas que verdadeiramente invadem as construções ao fundo. Barrica é acometido de problema ocular, passando as manchas das pinturas à circulares nas suas obras, charme que se harmonizou com perfeição as deformações do real requintadas dos motivos que escolhia. A riqueza artística da fase das décadas de 50 e 60 coloca o artista entre os grandes impressionistas do Brasil, sendo verbete no "Dicionário das Artes Plásticas no Brasil", de Roberto Pontual, e no "Dicionário Crítico da Pintura no Brasil", de José Roberto Teixeira Leite, dentre outros".

## Homenagens
- Uma rua em Fortaleza foi nomeada em homenagem ao pintor.[8]